# Michael Ciccarelli
Michael Ciccarelli (* 4. September 1996) ist ein kanadischer Snowboarder. Er startet in den Freestyledisziplinen.

## Werdegang
Ciccarelli nimmt seit 2009 an Wettbewerben der FIS und der TTR World Snowboard Tour teil. Seinen ersten internationalen Erfolg hatte er bei den Olympischen Jugend-Winterspielen 2012 in Kühtai. Dort gewann er Gold im Slopestyle. Sein erstes FIS-Weltcuprennen fuhr er im August 2012 in Cardrona, welches er auf den 25. Rang auf der Halfpipe beendete. Zum Beginn der Saison 2014/15 belegte er den vierten Rang im Slopestyle bei den Burton High Fives in Cardrona. Bei den Snowboard-Weltmeisterschaften 2015 am Kreischberg kam er auf den sechsten Platz im Slopestyle und den fünften Rang im Big Air Wettbewerb. Im Februar 2015 holte er im Slopestyle in Stoneham seinen ersten Weltcupsieg und erreichte damit den dritten Platz im FIS-Slopestyle-Weltcup. Zu Beginn der Saison 2015/16 belegte er beim Weltcup in Cardrona den dritten Platz im Slopestyle. Beim Air & Style in Peking kam er auf den 17. Platz. Im Februar 2016 errang er beim Air & Style in Peking den siebten Platz und in Los Angeles den 12. Rang. Beim U.S. Grand Prix und Weltcup in Boston wurde er Zweiter im Big Air. Bei den Snowboard-Weltmeisterschaften 2016 in Yabuli errang er den 14. Platz im Slopestyle und den zehnten Platz im Big Air. Die Saison beendete er auf dem zehnten Platz im Freestyle-Weltcup und dem vierten Rang im Big Air Weltcup. In der Saison 2016/17 belegte er bei den Winter-X-Games 2017 in Aspen den zehnten Platz im Slopestyle und bei den X-Games Norway 2017 in Hafjell den 15. Platz im Big Air und den 11. Rang im Slopestyle. Im März 2017 wurde er bei den Burton US Open in Vail Zweiter im Slopestyle. Bei den Snowboard-Weltmeisterschaften 2019 in Park City errang er den 15. Platz im Slopestyle.